# Haileybury College

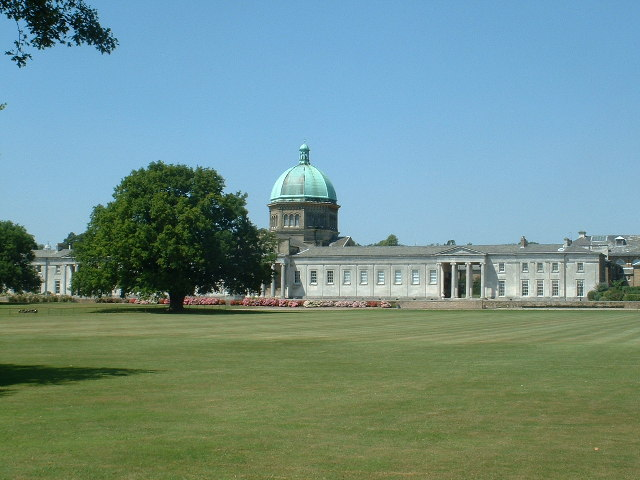
Zabudowania Haileybury College (2005)

Haileybury College to renomowany college dla dziewcząt i chłopców, składający się z tzw. Primary School, Lower School oraz High School. Znajduje się w hrabstwie Hertfordshire, dokładnie w Hertford Heath w pobliżu miasteczka Hertford w Anglii. W Haileybury College uczy się obecnie ok. 750 osób w wieku od 11 do 19 roku życia. 
W okresie wakacyjnym w Haileybury College działa tzw. szkoła letnia - grupa ISC (International Student Club) organizuje na terenie college'u obozy dla młodzieży różnych narodowości w wieku 10-17 lat. Młodzież podczas takich obozów zamieszkuje tzw. Boarding Houses.